# Ječovice
Ječovice je vesnice, část obce Mšené-lázně v okrese Litoměřice. Nachází se 5 km na západ od Mšeného. V roce 2009 zde bylo evidováno 52 adres. V roce 2011 zde trvale žilo 95 obyvatel. Ječovice je také název katastrálního území o rozloze 2,47 km², jehož zvláštností je, že se skládá ze dvou oddělených částí propojených jediným bodem. V katastru leží vesnice Bohdal.

## Historie
Nejstarší písemná zmínka pochází z roku 1318.

## Obyvatelstvo
|                                    | 1869 | 1880 | 1890 | 1900 | 1910 | 1921 | 1930 | 1950 | 1961 | 1970 | 1980 | 1991 | 2001 | 2011 |
| ---------------------------------- | ---- | ---- | ---- | ---- | ---- | ---- | ---- | ---- | ---- | ---- | ---- | ---- | ---- | ---- |
| Obyvatelé                          | 237  | 273  | 260  | 271  | 265  | 258  | 232  | 120  | 122  | 132  | 108  | 85   | 81   | 95   |
| Domy                               | 52   | 51   | 54   | 55   | 54   | 54   | 55   | 55   | 38   | 39   | 33   | 44   | 44   | 46   |
| Tabulka zahrnuje údaje ZSJ Bohdal. |      |      |      |      |      |      |      |      |      |      |      |      |      |      |

## Pamětihodnosti
- Kostel svaté Barbory
- Fara čp. 1

## Další fotografie

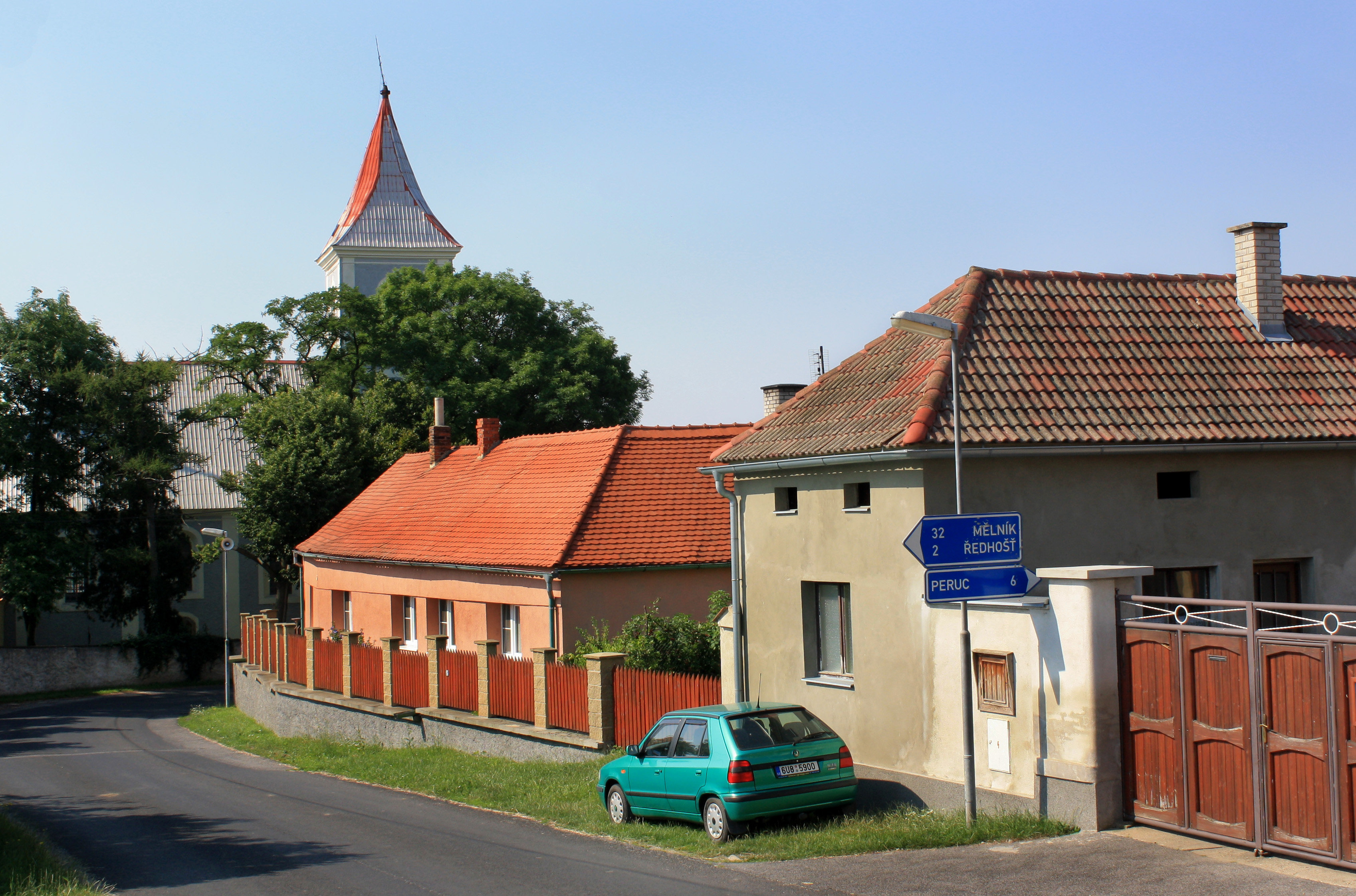
Pohled na vesnici ze severu
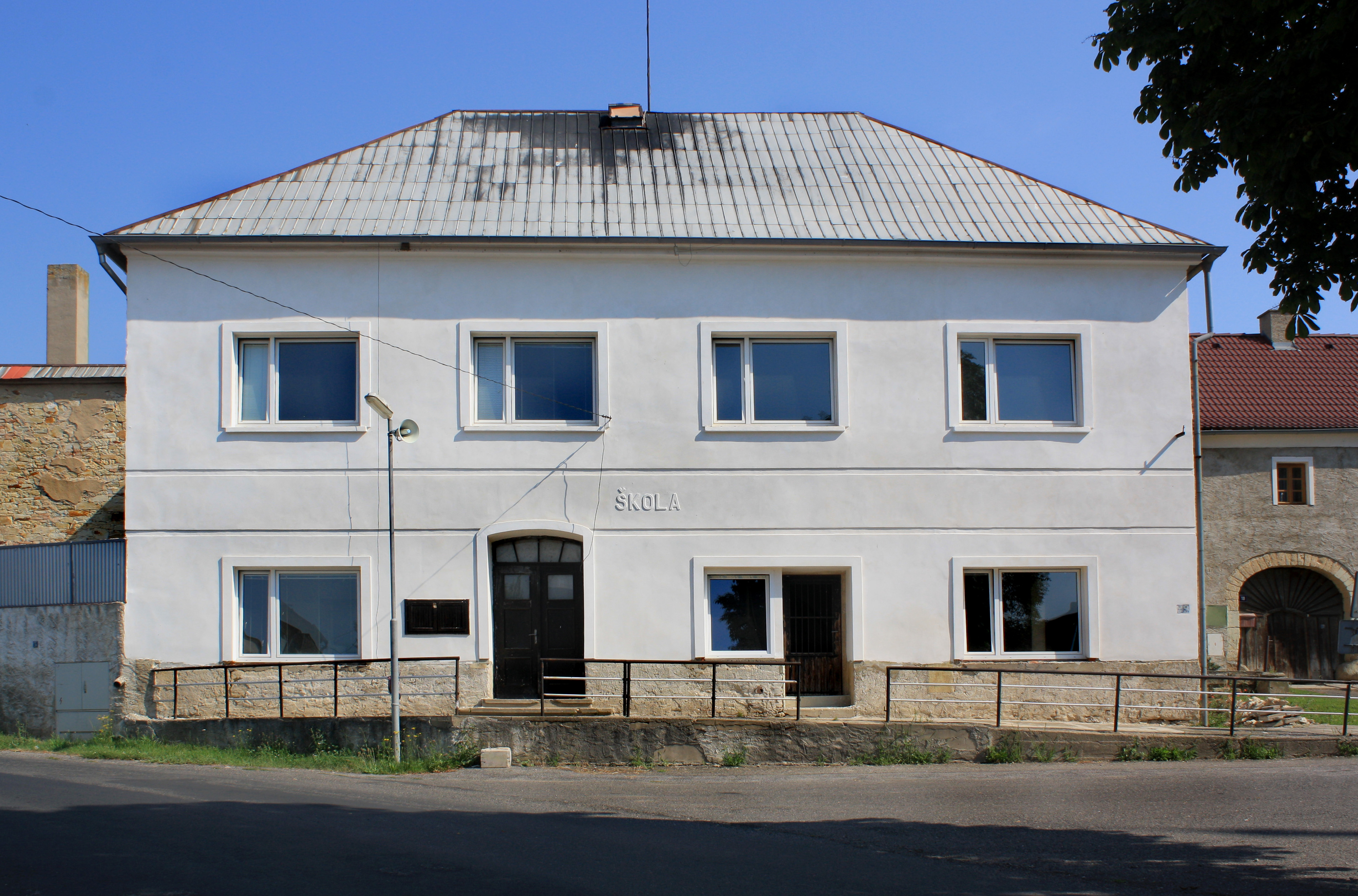
Bývalá škola na návsi
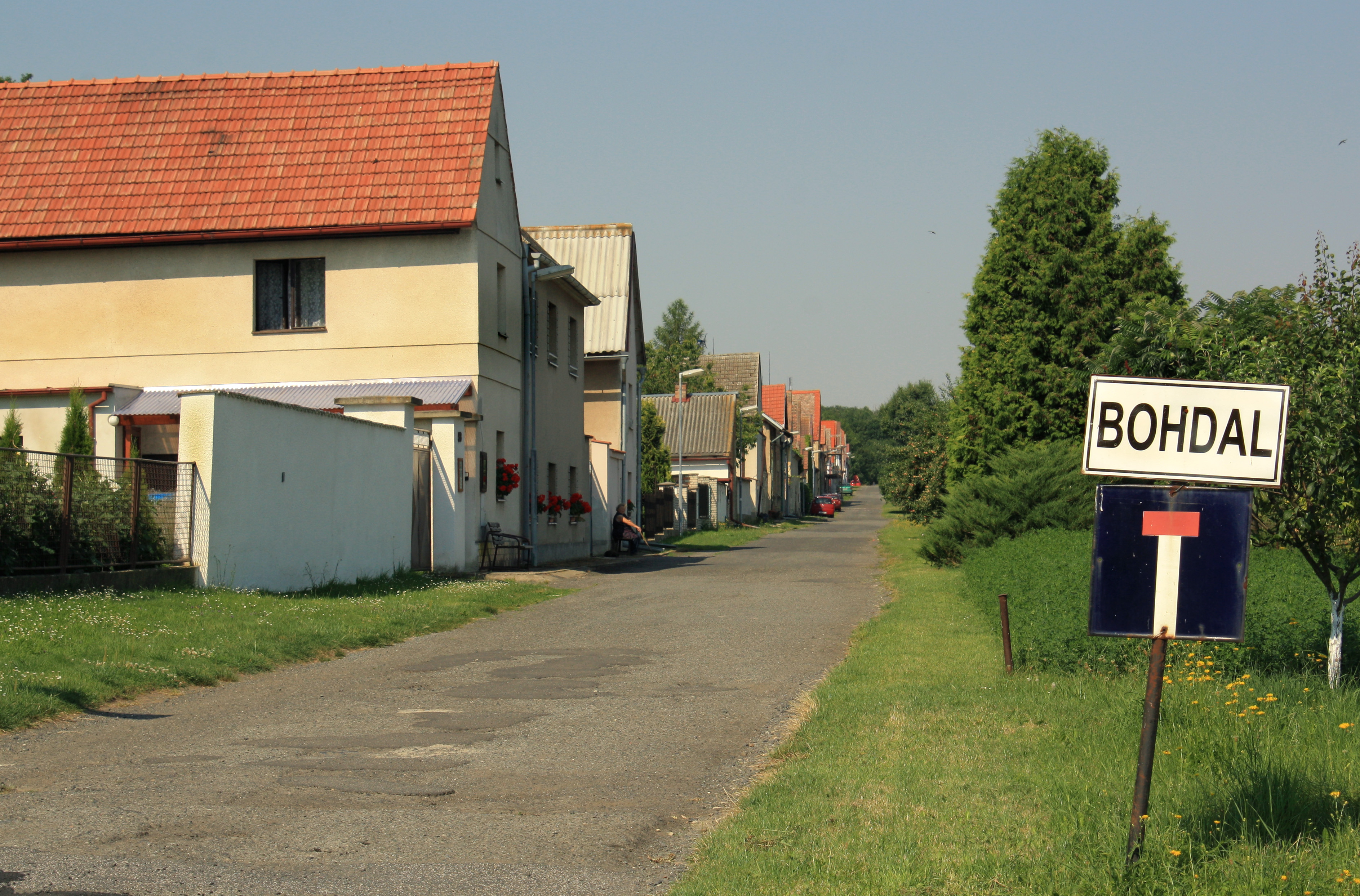
Osada Bohdal jižně od Ječovic